# 粕谷正美
粕谷 正美（かすや まさみ、1972年 - ）は、日本競輪選手会栃木支部に所属していた元競輪選手で、現在はプロゴルファー。

## 来歴
栃木県立宇都宮工業高等学校在籍時代、1989年に開催された第61回選抜高等学校野球大会に出場。
その後、日本競輪学校第78期生（同期には佐藤慎太郎らがいる）となった。
1996年8月15日、宇都宮競輪場でデビューし初勝利も同日。後2日間も勝利し、デビュー場所で完全優勝を果たした。
1997年、ルーキーチャンピオンレース（名古屋競輪場）に出場し3着。
2000年11月30日選手登録を削除された。通算戦績317戦103勝、優勝回数15回。
その後、九州ゴルフ専門学校を経て、アメリカ合衆国でミニツアーに参戦しながらインストラクターの資格を取得した。
現在はゴルフのレッスンプロとして活動中。